# Rudy Dhaenens
Rudy Dhaenens (Deinze, 10 d'abril de 1961 - Aalst, 6 d'abril de 1998) va ser un ciclista belga, que fou professional entre 1983 i 1992. El seu major èxit esportiu fou la victòria al Campionat del món de ciclisme en ruta de 1990. Anteriorment, el 1986, havia guanyat una etapa del Tour de França.
Va destacar en curses d'un dia, amb bones actuacions a clàssiques de renom com la París-Roubaix (2n el 1986, 3r el 1987, 5è el 1985), el Tour de Flandes (2n el 1990), la Lieja-Bastogne-Lieja (4t el 1990), la Gant-Wevelgem (3r el 1985) o la Het Volk (4t el 1988), però sense aconseguir cap victòria important en aquestes curses. El juny de 1992 es va veure obligat a retirar-se per problemes mèdics.
Va morir el 1998 com a conseqüència d'un accident de cotxe. En honor seu es va crear el Gran Premi Rudy Dhaenens, que es disputà a Nevele entre 1999 i 2007.

## Palmarès
- 1982
  - 1r al Circuit Franco-Belga
  - Vencedor d'una etapa de la Volta a Bèlgica amateur
- 1985
  - 1r a la Druivenkoers Overijse
  - 1r a l'Omloop Mandel-Leie-Schelde
- 1986
  - 1r a l'Omloop Mandel-Leie-Schelde
  - Vencedor d'una etapa del Tour de França
  - Vencedor d'una etapa de la Volta a Luxemburg
- 1990
  - Campió del món de ciclisme en ruta 
  - Vencedor d'una etapa de la Volta a Astúries
- 1991
  - 1r als Sis dies d'Anvers (amb Etienne De Wilde)

### Resultats al Tour de França
- 1983. Abandona (10a etapa)
- 1984. Abandona (17a etapa)
- 1985. 101è de la classificació general
- 1986. 122è de la classificació general. Vencedor d'una etapa
- 1987. Abandona (13a etapa)
- 1988. 87è de la classificació general
- 1989. Abandona (18a etapa)
- 1990. 43è de la classificació general
- 1991. Abandona (13a etapa)